# K-pop Hot 100
El K-pop Hot 100 es un gráfico musical de sencillos en Corea del Sur. Fue lanzado en conjunto con Billboard y Billboard Korea el 25 de agosto de 2011 y usa la misma metodología multimétrica de la Billboard Hot 100. Es el segundo gráfico asiático de Billboard después de Japan Hot 100. Los rankings se compilan con base en los datos de Hanteo Chart, streaming y descargas de Naver VIBE, así como de estaciones de radio y de televisión locales.
Silvio Pietroluongo, director de gráficos de Billboard, se refirió al lanzamiento de la lista como «un hito histórico» ya que «le proporcionaría al mercado musical coreano lo que creeemos que es la clasificación de canciones más precisa y relevante de Corea». También agregó: «estamos emocionados por expandir la franquicia de la mundialmente reconocida lista Hot 100 de Billboard en este país y esperamos mejorar el gráfico K-Pop Hot 100 en un futuro cercano con datos adicionales, así como continuar con la creación de nuevos gráficos que muestren la amplitud de la música coreana». Debido a que —en el momento en el que se lanzó la lista— el mercado coreano tenía una distribución más activa de música digital que de ventas de álbumes físicos, los rankings iniciales solo reflejaban ventas digitales de los principales sitios de música y de descargas de sitios en servicios móviles. Los conteos semanales se anunciaban simultáneamente en Estados Unidos y en Corea del Sur en billboard.com, en la sección de listas internacionales, así como en las ediciones impresas de la revista Billboard y en la página web de Billboard Corea.
La primera canción número uno de la lista fue «So Cool» de Sistar, de la edición con fecha del 3 de septiembre de 2011. Billboard suspendió la lista en Estados Unidos el 17 de mayo de 2014; sin embargo, la última edición se publicó el 21 de junio de 2014. La versión en coreano se descontinuó en la edición con fecha del 16 de julio.
El 20 de diciembre de 2017, Billboard anunció oficialmente la reactivación de la K-pop Hot 100 y el relanzamiento del sitio web de Billboard Korea. La primera edición correspondió al periodo entre el 29 de mayo y 4 de junio de 2017. La lista ha sido descontinuada a partir de su edición final del 30 de abril de 2022 y, en su lugar, fue reemplazada con el conteo de 25 posiciones titulado «South Korea Songs» (parte de la serie Hits of the World de Billboard), que empezó a la siguiente semana.

## Récords de artistas

### Artistas con mayor cantidad de sencillos número uno
| Puesto | Artista       | Cantidad | Canciones |
| ------ | ------------- | -------- | --- |
| 1      | IU            | 18       | Ver lista - «You & I» - «Every End of the Day» - «The Red Shoes» - «Friday» - «Not Spring, Love or Cherry Blossoms» (con High4) - «My Old Story» - «Love Story» (con Epik High) - «SoulMate» (con Zico) - «Bbibbi» - «Love Poem» - «Blueming» - «Eight» (con Suga) - «Celebrity» - «Lilac» - «Nakka» (con AKMU) - «Strawberry Moon» - «Winter Sleep» - «Ganadara» (con Jay Park) |
| 2      | BTS           | 8        | Ver lista - «DNA» - «Fake Love» - «Idol» - «Boy with Luv» (con Halsey) - «On» - «Dynamite» - «Butter» - «Permission to Dance» |
| 3      | Twice         | 6        | Ver lista - «Signal» - «Likey» - «Heart Shaker» - «What Is Love?» - «Dance the Night Away» - «Feel Special» |
| 4      | EXO           | 5        | Ver lista - «Ko Ko Bop» - «Power» - «Universe» - «Tempo» - «Love Shot» |
| 5      | Sistar        | 4        | Ver lista - «So Cool» - «Alone» - «Loving U» - «Give It to Me» |
| 5      | Busker Busker | 4        | Ver lista - «Tokyo Girl» - «Cherry Blossom Ending» - «If You Really Love Me» - «Love, At First» |
| 5      | K.Will        | 4        | Ver lista - «Please Don't» - «Love Blossom» - «You Don't Know Love» - «Like a Star» |

### Artistas con más semanas acumuladas en el número uno
| Puesto | Artista  | Semanas |
| ------ | -------- | ------- |
| 1      | IU       | 53      |
| 2      | BTS      | 49      |
| 3      | Sokodomo | 12      |
| 3      | Zion.T   | 12      |
| 3      | Wonstein | 12      |
| 4      | AKMU     | 10      |
| 5      | Twice    | 9       |

### Artistas con mayor cantidad de estrenos en el número uno
| Puesto | Artista       | Cantidad | Canciones                                                                                         |
| ------ | ------------- | -------- | ------------------------------------------------------------------------------------------------- |
| 1      | IU            | 5        | Ver lista - «Every End of the Day» - «Friday» - «Celebrity» - «Lilac» - «Ganadara» (con Jay Park) |
| 2      | BTS           | 4        | Ver lista - «Idol» - «Boy with Luv» (con Halsey) - «Butter» - «Permission to Dance»               |
| 2      | Twice         | 4        | Ver lista - «Heart Shaker» - «What Is Love?» - «Dance The Night Away» - «Feel Special»            |
| 3      | Busker Busker | 3        | Ver lista - «Cherry Blossom Ending» - «If You Really Love Me» - «Love, At First»                  |
| 3      | Hyolyn        | 3        | Ver lista - «Crazy of You» - «One Way Love» - «Goodbye»                                           |
| 3      | EXO           | 3        | Ver lista - «Universe» - «Tempo» - «Love Shot»                                                    |
| 4      | Lee Seung-gi  | 2        | Ver lista - «Era of Love» - «Return»                                                              |
| 4      | Sistar        | 2        | Ver lista - «Alone» - «Loving U»                                                                  |
| 4      | K.Will        | 2        | Ver lista - «Love Blossom» - «Like a Star»                                                        |
| 4      | Wanna One     | 2        | Ver lista - «Boomerang» - «Spring Breeze»                                                         |
| 4      | Zico          | 2        | Ver lista - «Soulmate» - «Any Song»                                                               |
| 4      | Red Velvet    | 2        | Ver lista - «Power Up» - «Umpah Umpah»                                                            |

## Récords de canciones

### Canciones con mayor cantidad de semanas en el número uno
| Puesto | Canción          | Artista                        | Semanas | Año     | Ref.   |
| ------ | ---------------- | ------------------------------ | ------- | ------- | ------ |
| 1      | «Dynamite»       | BTS                            | 22      | 2020-21 | [ 11 ] |
| 2      | «Merry-Go-Round» | Sokodomo con Zion.T y Wonstein | 12      | 2021-22 | [ 12 ] |
| 3      | «Traffic Light»  | Lee Mu-jin                     | 8       | 2021    | [ 13 ] |
| 4      | «Boy with Luv»   | BTS con Halsey                 | 7       | 2019    | [ 14 ] |
| 4      | «Celebrity»      | IU                             | 7       | 2021    | [ 15 ] |
| 5      | «Return»         | Lee Seung-gi                   | 6       | 2012-13 |        |
| 5      | «Some»           | Soyou x Junggigo               | 6       | 2014    |        |
| 5      | «Love Scenario»  | iKon                           | 6       | 2018    |        |
| 5      | «Any Song»       | Zico                           | 6       | 2020    | [ 16 ] |
| 5      | «Eight»          | IU con Suga                    | 6       | 2020    | [ 17 ] |
| 5      | «Rollin'»        | Brave Girls                    | 6       | 2021    | [ 18 ] |
| 6      | «You & I»        | IU                             | 5       | 2011-12 |        |
| 6      | «Gangnam Style»  | PSY                            | 5       | 2012    |        |
| 6      | «Beach Again»    | SSAK3                          | 5       | 2020    | [ 19 ] |
| 6      | «Butter»         | BTS                            | 5       | 2021    | [ 20 ] |